# Marcin Urbanke
Marcin Urbanke (ur. 1992) – polski aktor telewizyjny i teatralny.

## Kariera
Na ekranie zadebiutował w 2018 roku, grając studenta w serialu Polsatu pt. Ślad. Aktualnie gra Tadeusza Boruckiego w serialu TVP2 pt. Na dobre i na złe oraz w serialu 48h. Zaginieni.

## Filmografia

### Filmy i seriale
- 2018: Ślad jako student (odc. 26)
- od 2019: Na dobre i na złe jako Tadeusz Borucki
- 2020: Przyjaciółki jako Kamil, kolega w wydawnictwie
- 2020: Ojciec Mateusz jako Rafał Pankiewicz (odc. 298)
- od 2022: 48h. Zaginieni jako starszy aspirant Łukasz Mierzejewski[1]
- 2023: Na sygnale jako lekarz (odc. 436)
- 2023: Lokatorka jako dziennikarz (odc. 12)
- 2024: Biała odwaga jako towarzysz Andrzeja
- 2024: Korona królów. Jagiellonowie jako Jakub Nadobny z Rogowa